# Conliège
Conliège je naselje in občina v vzhodnem francoskem departmaju Jura regije Franche-Comté. Leta 2009 je naselje imelo 709 prebivalcev.

## Geografija
Kraj leži v pokrajini Franche-Comté 67 km severovzhodno od Bourg-en-Bressa in 88 km jugozahodno od Besançona.

## Uprava
Conliège je sedež istoimenskega kantona, v katerega so poleg njegove vključene še občine Blye, Briod, Châtillon, Courbette, Crançot, Mirebel, Montaigu, Nogna, Pannessières, Perrigny, Poids-de-Fiole, Publy, Revigny, Saint-Maur, Verges in Vevy s 6.173 prebivalci.
Kanton Conliège je sestavni del okrožja Lons-le-Saunier.

## Zanimivosti
- cerkev Marijinega Rojstva,
- cerkev Loretske Matere Božje.